# Kim Hyde
Kimberly Jonathan "Kim" Hyde es un personaje ficticio de la serie de televisión australiana Home and Away, interpretado por el actor Chris Hemsworth del 17 de febrero de 2004 al 3 de julio de 2007.

## Biografía
Kim llegó por primera vez a Summer Bay cuando su padre Barry Hyde se convirtió en el nuevo director de Summer Bay High School. Al principio Kim era el hijo rebelde pero con el tiempo se fue calmando. Se hizo muy buen amigo de Robbie Hunter y Tasha Andrews.
Después de dar a luz a su hermano Jonathan, su madre Kerry comenzó a sufrir depresión posparto lo que ocasionó que matara a Jonathan ahogándolo; luego Barry al intentar proteger a Kim de su madre este la mató accidentalmente.
Mientras caminaban por la playa vieron a Noah Lawson surfeando de pronto este callo de su tabla y perdió el conocimiento. Kim sin pensarlo se metió al mar y lo rescató. Robbie y Tasha impresionados por sus acciones le preguntaron por qué no se había metido al equipo de natación, a lo cual él contestó que estaba en uno pero que se había salido y que no quería hablar de ello.
Nunca se llevó muy bien con su padre, y siempre se la pasaban discutiendo, durante una discusión Barry le dijo a Kim que era una persona desagradable, ignorante y egoísta como su madre por lo que Kim reaccionó violentamente y le dijo a su padre que ya no le tenía miedo, poco después se mudó al Caravan Park.
Cuando su exnovia Brooke regresó le hizo creer a Kim que él era el padre de su hijo, Charlie. Poco después comenzó a salir con Kit, pero la relación terminó cuando Kit se quedó en París luego de irse de viaje con su hermano Scott.
En el 2005 Kit pasó su examen de conducción y poco después se fue de campamento con Robbie y Tasha se fueron de campamento, donde Robbie piso una aguja que ocasionó que su conducta se volviera errática, la cual causó que Kim fuera expulsado de la casa de los Hunter. Así que se mudó a la casa de la playa y comenzó a acercarse más a Hayley Smith Lawson, con quien comenzó una relación, que no duró.
Tiempo después comenzó a salir con la enfermera Zoe McAllister, Zoe y Kim van de pícnic y Zoe le dice que oyó algo entre los arbustos, así que Kim va a investigar, sin embargo durante ese tiempo Zoe es "atacada" por el acosador de Bay. Ambos permanecen juntos durante un tiempo, sin embargo luego se descubre que el acechador era en realidad Zoe.
Poco después Hayley comienza una relación con Scott Hunter, pero luego se enteran de que Hyaley está embarazada y que Kim es el padre, así que Hayley termina su relación con Scott y Kim regresa con ella, con el paso de los días se hizo evidente para varios residentes de la bahía incluyendo al hermano de Hayley, Will, que ella no era feliz; sin embargo Hayley negó que eso fuera cierto. Kim le pide a Hayley que se case con él y ella acepta, aunque todavía sienta cosas por Scott. Kim le pide a Robbie que sea su padrino en la boda, sin embargo cuando su hermano mayor Scott se pierde en el mar con Amanda, Kim se da cuenta de que Hayley todavía está enamorada de él y cancela la boda.
Después del nacimiento del bebé Noah, Kim es atropellado y mientras está en el hospital recuperándose, se enteran de que el verdadero padre es Scott y que los análisis anteriores fueron cambiados por Zoe. Poco después Hayley, Scott y Noah se fueron a vivir a Europa, Kim no lo tomó muy bien y se fue a una fiesta en donde Kylie, la recepcionista que Robbie y Kim habían conocido le dio drogas. 
Luego de sufrir un accidente automovilístico y dejado por muerto, la Doctora Rachel Armstrong hizo todo lo posible por ayudarlo a recuperarse y no pasó mucho tiempo para que los dos comenzaran una relación y se comprometieran. 
En el 2006 Kit regresa para la boda de Jack Holden y Martha MacKenzie - Holden, sin embargo durante la recepción Zoë McCallister, la acechadora de Summer Bay, regresa y causa una explosión, que ocasiona la muerte de la madre de Rachel y quemaduras leves en Robbie Hunter, Martha MacKenzie, Kit Hunter, Belle Taylor y él, por lo que son llevados en helicóptero a la ciudad para recibir tratamiento sin embargo durante el viaje el helicóptero se estrella. Mientras buscan ayuda Kit se tuerce tobillo y decide quedarse atrás mientras los demás van a buscar ayuda y Kim decide quedarse con ella. Creyendo que iban a morir, Kit y Kim duermen juntos, solo para que al día siguiente fueran encontrados. Kit se siente culpable ya que Kim está comprometido con Rachel, así que decide regresar a la ciudad.
Poco después Tara O'Neil, una cliente del gimnasio trató de conquistarlo, pero al no ceder Tara lo acusó falsamente de haberla agredido, luego la policía descubrió la verdad y los cargos en su contra fueron retirados.
Después de enterarse de que no podía tener hijos ocasionado por contraer paperas en la selva después del accidente en helicóptero, Rachel se molestó ya que quería iniciar una familia. Ambos se casaron pero la felicidad de Rachel no duró mucho luego que Kit regresara a Summer Bay con la noticia que está embarazada de Kim, aunque al inicio Rachel hizo su mayor esfuerzo por aceptar la situación y apoyarlos, luego las cosas empeoraron cuando ambas comenzaron a discutir por todo, durante una discusión Kit comienza a sentirse mal por lo que Rachel decide llevarla al hospital, sin embargo en el camino sufren un accidente y quedan al borde de un precipicio, sin embargo ambas son rescatados por Kim; en el hospital Kim culpa a Rachel por haberle ocasionado migraña a Kit, sin embargo esta intercede y lo hace entrar en razón.
Ya con la fecha del nacimiento cerca Kit comienza a recurrir a Kim, lo que ocasiona más tensión en su relación con Rachel. Finalmente Kit esta lista para dar a luz y Kim la lleva al hospital; pero un accidente de tráfico los obliga a desviarse y se quedan atorados en medio de la nada luego de que los neumáticos se pincharan, con la ayuda de Kim, Kit da a luz a su hijo Archie, pero en el proceso Kit casi muere. Ya en el hospital la felicidad de los padres no dura mucho, ya que se enteran de que la víctima del accidente que los desvió era la madre de Kit, Beth Hunter, quien murió en el lugar. 
Después de compartir más tiempo juntos sus sentimientos comienzan a crecer. Sin embargo al no poder decidirse, Kit decide por él y se va de la ciudad con Archie, lo cual deja a Kim devastado, lo que ocasiona que su frágil matrimonió con Rachel comience a sufrir. Sin embargo Kim acepta que a quien ama es a Kit y decide ir a visitarla a la ciudad. 
Al final ambos regresan brevemente a la bahía para que pudiera recoger sus cosas y así ambos despedirse de sus amigos y junto a su hijo dejan Summer Bay para siempre y así iniciar una nueva vida en la ciudad, poco después se casaron.